# كوير (تشهاردانغة)
کویر (بالفارسية: کویر) هي منطقة سكنية تقع في إيران في قسم تشهاردانغة الریفي. يقدر عدد سكانها بـ 357 نسمة.